# Fúrófej Taylor
A Fúrófej Taylor (eredeti címe: Drillbit Taylor) 2008-ban bemutatott amerikai filmvígjáték, melynek rendezője Steven Brill, producerei Judd Apatow, Susan Arnold és Donna Arkoff. A forgatókönyvet Kristofor Brown és Seth Rogen írta John Hughes eredeti története alapján (ez volt az utolsó filmes munkája 2009-ben bekövetkezett halála előtt). A főszerepet Owen Wilson, Troy Gentile, David Dorfman, Alex Frost, Josh Peck és Leslie Mann alakítja.
A film 2008. március 21-én jelent meg a Paramount Pictures forgalmazásában. Általánosságban vegyes kritikákat kapott az értékelőktől; a kritikák főként a forgatókönyvírásra, a rendezésre és a rossz szándékra irányultak, de dicsérték a poént, Wilson alakítását és a szereplők közötti összhangot. A kritikai kudarc mellett a film kasszasiker lett; a 40 millió dolláros költségvetésből 50 millió dolláros bevételt hozott.

## Cselekmény
Három középiskolás diák elhatározza, hogy felbérel egy felnőtt testőrt, hogy megvédje őket két kötekedőtől, akik folyamatosan zaklatják és bántalmazzák őket, mígnem baráti kapcsolatot alakít ki velük.

## Szereplők
(Zárójelben a magyar hangok)
- Owen Wilson – Bob „Fúrófej Taylor” (Miller Zoltán)
- Leslie Mann – Lisa (Sánta Annamária)
- Nate Hartley – Wade (Gacsal Ádám)
- Troy Gentile – Ryan (Baráth István)
- David Dorfman – Emmit (Stukovszky Tamás)
- Alex Frost – Filkins (Szente Vajk)
- Josh Peck – Ronnie (Előd Álmos)
- Danny McBride – Don (Király Attila)
- Stephen Root – Doppler igazgató (Konrád Antal)
- Lisa Ann Walter – Delores
- Ian Roberts – Jim (Koncz István)
- Beth Littleford – Barbara

Emellett Valerie Tian játssza Brooke-ot, akibe Wade bele van zúgva, míg a cameoszerepekben feltűnik a stand-up komikus Kevin Hart és Lisa Lampanelli, valamint a film rendezője, Steven Brill is.

## Bevétel
A nyitóhétvégén a film 10,2 millió dollárt hozott az Amerikai Egyesült Államokban és Kanadában 3 056 moziban, amivel a 4. helyen végzett a kasszasikerlistán. Az Egyesült Államokban 32 862 104 dollárt, más országokban pedig 16 828 521 dollárt hozott, így világszerte összesen 49 690 625 dolláros bevételt ért el.

### Médiakiadás
A film 2008. július 1-jén jelent meg cenzúrázott (102 perc) és cenzúrázatlan (109 perc) változatban DVD-n és Blu-rayen. Körülbelül 620 927 darabot adtak el belőle, ami 11 669 617 dollár bevételt hozott.